# Ferdinand Maximilian (Ostfriesland)
Ferdinand Maximilian von Ostfriesland-Rietberg (* 8. Mai 1653; † 10. Juni 1687) war der letzte Graf von Rietberg aus dem Haus Cirksena.

## Leben
Er stammte aus der Nebenlinie Rietberg des Hauses Cirksena. Er war Sohn von Johann IV. und seiner Gemahlin Anna Katharina Gräfin von Salm-Reifferscheid. Als nachgeborener Sohn wurde er früh für den geistlichen Stand vorgesehen und hatte bereits im Alter von vier Jahren Aussicht auf eine Domherrenstelle in Köln. Er studierte in Paderborn von 1662 bis 1667. Er wurde Domherr in Straßburg und kurze Zeit später auch in Münster. Zwischen 1671 und 1672 studierte er Rechtswissenschaften in Paris. Ein Jahr später wurde er zum Diakon geweiht.
Sein Bruder Friedrich Wilhelm starb 1677 als Offizier vor Straßburg. Die Herrschaft in Rietberg übernahm sein Bruder Franz Adolph Wilhelm. Auch dieser war Domherr und verzichtete zu Gunsten von Ferdinand Maximilian auf die Herrschaft, damit er weiter Geistlicher bleiben konnte. Bis 1685 übte er aber noch als Vormund die Herrschaft aus. Im Jahr 1685 trat Ferdinand Maximilian tatsächlich die Herrschaft an und heiratete im selben Jahr Franziska Gräfin von Manderscheid-Blankenheim. Für die Heirat hatte er zuvor wegen seiner Weihen den päpstlichen Dispens erhalten. Die Landstände machten dem Paar ein freiwilliges Geldgeschenk von 6000 Reichstalern.
Er starb schon nach zwei Jahren Ehe und hinterließ eine schwangere Frau. Diese gebar Maria Ernestina Francisca, die später Maximilian Ulrich von Kaunitz heiratete. Das Land Rietberg fiel zunächst an Franz Adolph Wilhelm zurück. Da dieser Anhänger des franzosenfreundlichen Kardinals Wilhelm Egon von Fürstenberg-Heiligenberg war,  verfiel auch Franz Adolph Wilhelm der Acht und floh zu Fürstenberg nach Frankreich. Mit ihm endete die Reihe der Regenten der Grafschaft Rietberg aus dem Haus Ostfriesland.
Seine Tochter Maria Ernestina Francisca konnte nur unter erheblichen Schwierigkeiten ihr Erbe antreten, das durch ihre Ehe an die Familie Kaunitz fiel.